# 田波靖男
田波 靖男（たなみ やすお、1933年12月12日 - 2000年3月21日）は、日本の脚本家・作家・プロデューサー。東京都出身。ペンネームに「梅野かおる」「大井みなみ」がある。名前の表記は「靖」の右下の「月」が「円」になっている旧字も使われている。

## 略歴
1946年に東京高等師範学校附属国民学校（現・筑波大学附属小学校）、1952年に東京教育大学附属中学校・高等学校（現・筑波大学附属中学校・高等学校）を卒業。慶應義塾大学文学部卒業。大学時代は創設されたばかりの慶應義塾大学推理小説同好会に参加。
大学を1957年に卒業し、東宝の助監督試験に合格して入社するも11人の同期入社の助監督志望者からただ1人、文芸部へと回される。1年前に入社した石原慎太郎が芥川賞を受賞して3日で辞めていたためその空きを埋めるためだったという。文芸部では、プロデューサーの企画助手として各プロデューサーに付く。藤本真澄に付き『大学のお姐ちゃん』を担当し、「社長シリーズ」などを担当していた脚本家の笠原良三に師事。だが、あくまで文芸部員としての手伝いのつもりであった。しかし、笠原の口述筆記や構成手伝いから次第にシナリオの先書きを担当するようになる。
初脚本作品は、1961年の『慕情の人』（丸山誠治監督）で依頼していた脚本家2人が脚本を完成できず、文芸部による後始末として田波が執筆することになったものであった。同年にスタートした加山雄三主演の若大将シリーズ全作品に携わり、第5作の『海の若大将』から笠原良三との合作から単独執筆になる。
1962年には植木等主演の『ニッポン無責任時代』にオリジナル・シナリオを提供して以降、クレージーキャッツ主演作品の脚本も多数担当。この脚本は、もともとは「社長シリーズ」を担当していて、何事も会社に忠実な社員像を不満に感じており、そのアンチテーゼとして『無責任社員』というタイトルでプロットをまとめていたものだった。急遽、クレージーキャッツで映画を制作する事になったプロデューサーの安達英三郎から相談を受けた際に提案し、植木等を念頭にシナリオ化したものだった。この反体制の申し子のような主人公が活躍する作品を上司の常識派の藤本真澄が認めるはずがないことを見越していた安達は、作品が完成しても藤本には試写を見せないように社内試写のスケジュールを組んだという。案の定、公開された映画が大ヒットしていると聞いてから劇場で観た藤本は、自社作品のヒットは喜びながらも安達を呼び不愉快だと怒鳴りつけた。しかし、機を見るのが敏な大プロデューサーの藤本はさっそく渡辺プロと提携して植木等主演の「日本一の男」シリーズを製作することにする。しかしながら無責任シリーズ2本にあった毒は打ち消されたものとなった（初期2本のみは松木ひろしとの共作名義となっていることから、消え去った毒や過激さは松木の作風とする批評もあったが、実際は松木は名前のみで田波が一人で執筆したと後年の著書で記している）。田波はそんな藤本に面従腹背する形で後期のクレージー映画などではプロデューサーも兼任し、クレージー映画の挿入歌の作詞も手がけた。他にも『若い季節』や、ザ・タイガースの主演シリーズなど、東宝娯楽映画のエースとして活躍した。
なお、1965年8月に公開された『海の若大将』の大ヒットを見届けた藤本真澄からシナリオライターとして独立するようにと東宝への辞表を書かされ、翌月9月より脚本家として東宝と専属契約を結ぶことになった。プロデューサー志望だった田波が会社に残ってプロデューサーをしたいと抗弁するも「プロデューサーなんて、会社にしてもらうものじゃない。自分でなるものだ」と言い含められての事だった。
1968年頃には、小川英、坪島孝と共にジャックプロダクションを設立し、その後もたのきんトリオや松田聖子の映画作品など多数のアイドル映画で手腕を発揮したほか、『青春とはなんだ』『太陽にほえろ!』、また“少年ドラマシリーズ”の『未来からの挑戦』など、数多くの人気テレビドラマの脚本を執筆。青春ものやコメディタッチの軽妙な娯楽作品を数多く生み出した。2000年3月21日に肝硬変のため死去。66歳没。

## 作品

### 映画
特記なしは脚本のみ
- 大学の若大将（1961年、東宝）
- 銀座の若大将（1962年、東宝）
- ニッポン無責任時代（1962年、東宝）
- ニッポン無責任野郎（1962年、東宝）
- 若い季節（1962年、東宝）
- ハワイの若大将（1963年、東宝）
- クレージー作戦 くたばれ!無責任（1963年、東宝）
- ひばり・チエミ・いづみ 三人よれば（1964年、東宝）
- 海の若大将（1965年、東宝＝宝塚映画）
- 大冒険（1965年、東宝＝渡辺プロ）
- エレキの若大将（1965年、東宝）
- クレージーだよ奇想天外（1966年、東宝＝渡辺プロ）
- アルプスの若大将（1966年、東宝）
- クレージー大作戦（1966年、東宝＝渡辺プロ）
- クレージーだよ天下無敵（1967年、東宝＝渡辺プロ）
- クレージー黄金作戦（1967年、東宝＝渡辺プロ）
- なにはなくとも全員集合!! (1967年、松竹＝渡辺プロ） - 原作担当
- 青春太郎　(1967年、東宝=東京映画) – 原作・脚色　NHKドラマ「太郎」の映画化
- クレージーの怪盗ジバコ（1967年、東宝＝渡辺プロ）
- ザ・タイガース 世界はボクらを待っている（1968年、東宝＝渡辺プロ）
- クレージーメキシコ大作戦（1968年、東宝＝渡辺プロ）
- 空想天国（1968年、東宝＝渡辺プロ）
- 初恋宣言 (1968年、松竹) - 原案、脚本担当
- ザ・タイガース 華やかなる招待（1968年、東宝＝渡辺プロ）
- クレージーのぶちゃむくれ大発見（1969年、東宝＝渡辺プロ）
- 恋の季節（1969年、松竹）
- クレージーの大爆発（1969年、東宝＝渡辺プロ） - 制作・脚本担当
- ザ・タイガース ハーイ!ロンドン（1969年、東宝）
- 日本一の断絶男（1969年、東宝＝渡辺プロ）
- クレージーの殴り込み清水港（1970年、東宝＝渡辺プロ）- 制作・脚本担当
- 喜劇 負けてたまるか!（1970年、東宝＝渡辺プロ） - 制作・脚本担当
- 日本一のヤクザ男（1970年、東宝＝渡辺プロ） - 制作・脚本担当
- ひらヒラ社員 夕日くん（1970年、東宝） - 制作・脚本担当
- 喜劇 ドッキリ大逃走（1970年、東京映画） - 制作・脚本担当
- ひらヒラ社員夕日くん ガールハントの巻（1970年、東宝）- 制作・脚本担当
- 日本一のワルノリ男（1970年、東宝＝渡辺プロ）- 制作・脚本担当
- 夕日くん サラリーマン脱出作戦（1971年、東宝＝ジャック・プロ）- 制作・脚本担当
- だまされて貰います（1971年、東宝＝渡辺プロ）- 制作・脚本担当
- 日本一のショック男（1971年、東宝＝渡辺プロ）
- 蒼ざめた日曜日（1972年、石原プロ） - 制作・脚本担当
- 夕日くん サラリーマン仁義 （1973年、東宝＝ジャック・プロ） - 制作・脚本担当
- 愛ってなんだろ（1973年、松竹＝渡辺プロ）- 脚本担当
- グアム島珍道中（1973年、東宝）- 制作・脚本担当
- 急げ! 若者（1974年、東宝）
- パリの哀愁（1976年、東宝）- 制作・脚本担当
- Alice THE MOVIE 美しき絆（1979年、東宝）
- 青春グラフィティ スニーカーぶる〜す（1981年、東宝）
- ブルージーンズ メモリー（1981年、東宝）
- すっかり…その気で!（1981年、東宝）
- グッドラックLOVE（1981年、東宝）
- グリックの冒険（1981年、共同映画）
- コールガール（1982年、松竹） - 制作・脚本担当
- パタリロ! スターダスト計画（1983年、東映動画）
- プルメリアの伝説 天国のキッス（1983年、東宝）
- 青春共和国（1984年、東宝）
- シャタラー（1987年、東宝）
- 西遊記 三件宝貝（1989年、日本放送協会+上海美術映画製作所）
- ふしぎの海のナディア（1991年、東宝）※「梅野かおる」名義

### テレビドラマ
- 青春とはなんだ（1965年、東宝・日本テレビ） - 脚本6本
- これが青春だ（1966年、東宝・日本テレビ） 脚本1本（第17話「くたばれ進学コース!!」）
- 太郎　(1966年-1967年、NHK) - 原作・脚本２本
- レモンのような女（1967年）
- 金メダルへのターン!（1970年、東宝・フジテレビ） - 主題歌の作詞も担当
- 悲しみは海の色（1972年、NHK少年ドラマシリーズ）
- だから大好き!（1972年、日本テレビ）
- 飛び出せ!青春（1972年、東宝・日本テレビ） 脚本1本（第12話「ガラクタ楽団全員集合!」）
- 太陽にほえろ!（1973年-1979年、東宝・日本テレビ）
- ライオン奥様劇場　愛あればこそ（1973年、東宝・フジテレビ）
- へんしん!ポンポコ玉（1973年、国際放映・TBS） - 脚本2本
- 高校教師（1974年、東宝・東京12チャンネル） - 主題歌の作詞も担当
- 大非常線（1976年、NET）
- ライオン奥様劇場　片隅の二人（1976年、東宝・フジテレビ）
- 華麗なる刑事（1977年、東宝・フジテレビ）
- 少年ドラマシリーズ　未来からの挑戦（1977年、NHK） - 主題歌の作詞も担当
- 大空港（1979年、松竹・フジテレビ）
- 俺たちは天使だ!（1979年、東宝・日本テレビ）
- ザ・スーパーガール（1979年-1980年、東映・東京12チャンネル）
- ただいま放課後（1980年、東宝・フジテレビ）
- ミラクルガール（1980年、東映・東京12チャンネル）

### テレビアニメ
- 剛Q超児イッキマン（日本テレビ）※「たなみやすお」名義
- アニメ三銃士（NHK）
- 美味しんぼ（日本テレビ）
- 笑ゥせぇるすまん（TBS）※「梅野かおる」名義
- ふしぎの海のナディア（NHK）※「梅野かおる」名義
- 藤子不二雄Aの夢魔子（TBS）※「梅野かおる」名義
- アニメひみつの花園（NHK）※「梅野かおる」名義
- さすらいくん（TBS）※「梅野かおる」名義
- ヤダモン（NHK）※「大井みなみ」名義
- 忍たま乱太郎（NHK）※第6期から第7期のみ

### 人形劇
- 新諸国物語より紅孔雀（NHK）
- 人形劇 三国志（NHK）

### 舞台
- ミュージカル タッチ（1987年、イマジン）

### 著書
- 無責任社員（1962年、光風社出版）
- 太郎（1967年、光風社出版）
- ブルージーンズ メモリー（1981年、集英社文庫） ISBN 4-0861-0431-8
- スニーカーぶる〜す（1981年、集英社文庫）ISBN 4-0861-0439-3
- グッドラックlove（1981年、集英社文庫）ISBN 4-0861-0459-8
- 海の若大将（1982年、集英社文庫）ISBN 4-0861-0518-7
- 小説パタリロ!（1983年、集英社文庫）ISBN 4-0861-0586-1
- ファースト・ラブ・メモリー（1985年、実業之日本社）ISBN 4-4083-9319-3
- シャタラー（1987年、集英社文庫）ISBN 4-0861-1060-1
- 忍たま乱太郎シリーズ（ポプラ社の新・小さな童話）
- 映画が夢を語れたとき ― みんなが「若大将」だった。「クレージー」だった。（広美出版事業部、1997年7月）ISBN 4-87747-007-7